# Francisco Piña
Francisco Javier Piña Correa (San Fernando, 16 gennaio 1988) è un calciatore cileno, Centrocampista del Santiago Wanderers.